# Buriácia

A República da Buriácia (russo:  Респу́блика Буря́тия, tr. Respúblika Buriátia; em buriato: Буряад Улас, tr. Buryaad Ulas) é uma divisão federal da Federação da Rússia localizada na Ásia, na vasta região da Sibéria. Sua capital é a cidade de Ulan-Ude. Sua área total é de 351 300 km² e conta com uma população de 972 021 habitantes, segundo os censos de 2010.